# عقد الدر والمرجان في سلاطين آل عثمان
عَقْدُ الدُرِّ وَالمُرْجَانِ فِي سَلاَطِينِ آلِ عُثْمَانِ هي قصيدة ألفها محمد بيرم الثاني وجمع فيها أسماء سلاطين الدولة العثمانية من بداية ظهورهم في 1299 حتى السلطان الذي عاصره ناظم القصيدة وهو سليم الثالث. 

أتم القصيدة كل من محمد بيرم الثالث ثم محمد بيرم الرابع ثم محمد بيرم الخامس. ويذكر أنه كانت للقصيدة ملحقين من خارج العائلة البيرمية: ملحق محمد التطاوني الذي ذكره الباجي المسعودي في ديوانه، وملحق محمد بن الخوجة الذي وصل لآخر سلاطين الدولة العثمانية.

## القصيدة الأصلية لمحمد بيرم الثاني
نظم محمد بيرم الثاني القصيدة وذكر فيها 28 سلطانا من سلاطين آل عثمان، بداية من عثمان الأول مؤسس الدولة في 1299، وحتى سليم الثالث الذي عاصره ناظم القصيدة والمتوفي في عصره. مطلع القصيدة هو:
وكان ذكر أول سلطان عثماني في البيت السادس عشر، حيث قال:
وأنهاها بذكر سليم الثالث:

## التتمات والملاحق

### تتمة محمد بيرم الثالث
أتم محمد بيرم الثالث قصيدة أبيه، وأضاف ثمانية أبيات ذكر فيهما مصطفى الرابع ومحمود الثاني، وبعد ذلك بمدة أضاف سبعة أبيات حول عبد المجيد الأول.

### تتمة محمد بيرم الرابع
أتم محمد بيرم الرابع القصيدة بأربعة أبيات حول عبد المجيد الأول.

### تتمة محمد بيرم الخامس
في 1879، نظم محمد بيرم الخامس تتمة بدأها من حيث توقفت القصيدة الأصلية، وذكر مجموعة من السلاطين حتى الوصول إلى عبد الحميد الثاني.

### ملحق محمد التطاوني
نظم الشيخ محمد التطاوني ملحقا لهذه القصيدة ذكر فيها عبد العزيز الأول ومراد الخامس وعبد الحميد الثاني، ونشرت القصيدة في ديوان الباجي المسعودي.

### ملحق محمد بن الخوجة
نشر محمد بن الخوجة ملحقا أخيرا للقصيدة في المجلة الزيتونية في 1942 وذلك في عشرين بيتا، ذكر فيها ما بقي من سلاطين الدولة منذ عبد الحميد الثاني وصولا إلى عبد المجيد الثاني، آخرهم عند سقوط الدولة العثمانية.